# Качество (шахматы)
Качество (в шахматах) — соотношение шахматных фигур, которое выражает преимущество ладьи перед лёгкой фигурой (конём или слоном). Понятие выигрыш качества означает ситуацию, когда у соперников равное число фигур соответствующих типов, за исключением того, что у одного игрока есть лишняя ладья, а у второго — лишняя лёгкая фигура.
Иногда понятие качество обобщают на ситуации, при которых у игроков равное количество фигур, но один из противников обладает фигурами более сильных типов. Например, преимущество лёгкой фигуры перед пешкой приравнивается к преимуществу ладьи перед слоном или конём. Преимущество ферзя перед ладьёй примерно соответствует удвоенному качеству, которым обладает ладья по отношению к лёгкой фигуре.
Размен лёгкой фигуры на ладью противника означает выигрыш качества, для противника — потерю качества. Жертва качества означает преднамеренный размен ладьи на одну из лёгких фигур противника. Жертвуя качество, игрок надеется получить взамен другие преимущества, например, выигрыш темпа, получение позиционного преимущества, перехват инициативы или развитие атаки. Часто жертва качества применяется и как оборонительное средство — игрок жертвует качество, уничтожая лёгкую фигуру соперника, активно участвующую в атаке.
Качество за пешку (две, три пешки) означает, что у игрока есть легкая фигура и пешка (две пешки, три пешки), а у соперника — ладья. Как правило, достаточной компенсацией за качество считаются две пешки.